# Francisco Núñez de Pineda y Bascuñán
Francisco Núñez de Pineda y Bascuñán y Jofré (Chillán, 1607 - Concepción, 1682) fue un noble, escritor y militar chileno de origen criollo, nacido en el Reino de Chile, descendiente de la casa de Pineda.

## Biografía
Fue hijo del maestre de campo general Don Álvaro Núñez de Pineda y Bascuñán y de Magdalena Jofré y Madariaga. Como su padre, también siguió la carrera de las armas, posterior a aproximadamente 8 años de estudio en manos de los jesuitas. En 1629, participó en una expedición para reducir a los indígenas mapuches; sin embargo, luego de la derrota sufrida el 15 de mayo en la batalla de Las Cangrejeras, a manos del lonko Lientur, fue tomado prisionero por el cacique mapuche Maulicán, quien lo mantuvo cautivo durante más de seis meses, hasta el 29 de noviembre de ese año, cuando fue liberado mediante un canje de prisioneros realizado en el Fuerte de Nacimiento.
Décadas después de su liberación, fue nombrado maestre de campo en 1656 por el gobernador de Chile Pedro Porter Casanate y tuvo una importante actuación en la victoria española de Conuco y en el rescate de Boroa en 1677.
Se casó con la chillaneja Francisca de Cea y Ortiz de Atenas, con quien tuvo seis hijos.

## Obra
Por su experiencia entre los mapuches, escribió en 1673 la crónica Cautiverio feliz y razón individual de las guerras dilatadas del Reino de Chile, que constituye una de las más importantes y realistas descripciones de las costumbres del pueblo mapuche, además de hacer una defensa en favor de sus derechos. Entre otros aspectos sociales y culturales, esta obra documenta los asuntos espirituales del pueblo mapuche, o el uso de la herbolaria en la medicina mapuche, como también las conductas de los «machis weyes» y de la homosexualidad en la cultura mapuche, aunque con una narrativa donde se aprecia un sesgo religioso apegado a la moral sexual católica, imperante en aquella época en el Chile colonial. La obra estuvo casi dos siglos inédita, y solo vino a publicarse en 1863, 190 años después de escrita.